# بيل هيتشكوك
بيل هيتشكوك (بالإنجليزية: Bill Hitchcock)‏ هو لاعب كرة قدم أمريكية أمريكي، ولد في 26 أغسطس 1965 في كيركلاند ليك في كندا.